# Wapato
Wapato is een plaats (city) in de Amerikaanse staat Washington, en valt bestuurlijk gezien onder Yakima County.

## Demografie
Bij de volkstelling in 2000 werd het aantal inwoners vastgesteld op 4582.
In 2006 is het aantal inwoners door het United States Census Bureau geschat op 4608, een stijging van 26 (0,6%).

## Geografie
Volgens het United States Census Bureau beslaat de plaats een oppervlakte van
2,5 km², geheel bestaande uit land. Wapato ligt op ongeveer 261 m boven zeeniveau.

## Plaatsen in de nabije omgeving
De onderstaande figuur toont nabijgelegen plaatsen in een straal van 16 km rond Wapato.